# Onamihime
Onamihime (en japonés: 阿南 姫, 4 de julio de 1541-30 de agosto de 1602) fue una Onna-musha (mujer samurái japonesa) de finales del período Sengoku. Fue la gobernante del castillo de Sukagawa en la provincia de Mutsu. Más conocida por ser una enemiga potencial de su sobrino, Date Masamune, participando en varias campañas contra la expansión del clan Date en la región de Ōshū.

## Biografía
Onamihime se casó con Nikaidō Moriyoshi y tuvieron dos hijos, Heishiro y Yukichika. Heishiro fue enviado como rehén con el poderoso clan Ashina. Después de la muerte de Moriyoshi y Yukichika, Onamihime se convirtió en la dueña del castillo de Sukagawa, representante principal del clan Nikaido y tomó el nombre de monja de Daijou-in.
Debido a la muerte del padre de Date Masamune, Date Terumune, asesinado a manos de Nihonmatsu Yoshitsugu, Masamune juró venganza, lanzando un ataque contra Nihonmatsu en 1585. Onamihime luchó en la batalla de Hitotoribashi junto a Ashina, Sōma, Hatakeyama y Satake contra el clan Date. Los aliados marcharon con sus 30 000 soldados hacia el castillo de Motomiya. Masamune con solo 7 000 soldados preparó una estrategia defensiva, Onamihime ordenó a sus tropas que atacaran, pero Masamune usó una defensa estratégica y las fuerzas aliadas se retiraron. En 1588, Onamihime se alió de nuevo con Ashina y el clan Sōma para contrarrestar a Date Masamune en la Batalla de Koriyama.
La batalla de Suriagehara comenzó en julio de 1589, Date Masamune derrotó a las tropas de Ashina y Satake y obtuvo la victoria del ejército de Date, consolidando el poder en el sur de Mutsu. Después de esto, Masamune le pidió a su tía que se rindiera, pero ella se negó rotundamente. Onamihime y el clan Ishikawa continuaron con su resistencia. Ella se defendió del ataque al castillo, cuando su vasallo Hodohara Yukifuji traicionó al clan Nikaidō por los Date y ayudó a Masamune a tomar el castillo de Sukagawa; el 26 de octubre de 1589, el castillo cayó.
Masamune salvó la vida de su tía Onamihime y la escoltó a salvo para que viva retirada en el castillo de Suginome. Sin embargo, no pensó en vivir con esto, Onamihime, que odiaba a Masamune, se fue a vivir con Iwaki Tsunetaka, que era otro sobrino. Después de su muerte, fue con Satake Yoshinobu. El clan Satake se alió con el Ejército Occidental y Onamihime participó en la Batalla de Sekigahara. Tras la derrota del Ejército Occidental por las Fuerzas del Este de Tokugawa Ieyasu, se permitió al clan Satake que siguiera existiendo, pero fue castigado. Los Satake fueron trasladados a Dewa por orden de Tokugawa en 1602, y fue en el camino hacia Dewa, cuando pasaba por su antiguo castillo en Sukagawa, Onamihime murió en 1602 y fue enterrada allí.

## En la cultura popular
Onamihime aparece en la serie de videojuegos Nobunaga's Ambition.